# Midila thessala
Midila thessala là một loài bướm đêm trong họ Crambidae.